# Entomacis perplexa
Entomacis perplexa är en stekelart som först beskrevs av Alexander Henry Haliday 1857.  Entomacis perplexa ingår i släktet Entomacis, och familjen hyllhornsteklar. Arten är reproducerande i Sverige.